# Atopsyche pilcomayo
Atopsyche pilcomayo är en nattsländeart som beskrevs av Schmid 1989. Atopsyche pilcomayo ingår i släktet Atopsyche och familjen Hydrobiosidae. Inga underarter finns listade i Catalogue of Life.